# Port de Nova Kakhovka
 (août 2023).
Si vous disposez d'ouvrages ou d'articles de référence ou si vous connaissez des sites web de qualité traitant du thème abordé ici, merci de compléter l'article en donnant les références utiles à sa vérifiabilité et en les liant à la section « Notes et références ».
Le port de Nova Kakhovka est un port fluvial localisé à Tavriisk en Ukraine sur le fleuve Dniepr.

## Histoire
La ville avait depuis longtemps un quai, le port moderne est ouvert en 1962 avec la construction du barrage.

## Caractéristiques
C'est le premier port à partir du réservoir de Kakhovka et dans son bassin que commence le Canal de Crimée du Nord. Il est soumis au gel hivernal et est ouvert deux cents soixante dix jours par an.